# 박정현 (농구 선수)
박정현(1996년 9월 23일 ~)은 한국프로농구 창원 LG 세이커스 소속 농구 선수이다. 2019년 KBL 드래프트에서 전체 1순위로 창원 LG 세이커스에 지명되었다.

## 학력
- 상일초등학교
- 마산동중학교
- 마산고등학교 -> 삼일상업고등학교
- 고려대학교

## 경력
- 2019년 ~ 현재 : 창원 LG 세이커스 (2019년 1라운드 1순위)